# Felanitx
Felanitx település Spanyolországban, a Baleár-szigeteken. Felanitx Manacor, Vilafranca de Bonany, Porreres, Campos és Santanyí községekkel határos. Lakosainak száma 18 850 fő (2024).

## Népesség
A település népessége az elmúlt években az alábbi módon változott:
| Lakosok száma | 15 533 | 16 153 | 16 948 | 18 270 | 18 482 | 17 291 | 17 319 | 17 780 | 18 164 | 18 850 |
|               | 2001   | 2004   | 2006   | 2009   | 2011   | 2014   | 2016   | 2019   | 2021   | 2024   |